# Dendroblatta dryas
Dendroblatta dryas är en kackerlacksart som beskrevs av Rehn, J. A. G. 1932. Dendroblatta dryas ingår i släktet Dendroblatta och familjen småkackerlackor. Inga underarter finns listade i Catalogue of Life.